# Keisuke Nishimura
Keisuke Nishimura (西村 慧祐 Nishimura Keisuke?), född 19 februari 1998 i Tokyo prefektur, är en japansk fotbollsspelare.
Nishimura började sin karriär 2020 i Omiya Ardija.